# Georges-Adolphe Flaction
Georges-Adolphe Flaction (* 26. April 1819 in Grandson; † 24. März 1869 in Yverdon) war ein Schweizer Politiker. Von 1855 bis 1857 gehörte er dem Nationalrat an.

## Biografie
Flaction entstammte einer Ärzte- und Chirurgenfamilie, die bis auf das Jahr 1685 zurückgeht. Nach dem Medizinstudium arbeitete er ab 1839 in Lausanne als Apotheker. 1851 machte er einen Abschluss als Chirurg, im darauf folgenden Jahr als Geburtshelfer. Ab 1850 praktizierte er als Arzt in Lausanne, ab 1852 in Yverdon.
Flaction, der auf der Seite der Freisinnigen stand, gehörte 1845/46 dem Grossen Rat des Kantons Waadt an. Während dieser Zeit gab er die Zeitschrift Le peuple souverain (Das souveräne Volk) heraus. Flaction kandidierte im Februar 1855 bei einer Nachwahl im Wahlkreis Waadt-Nord, zwei Jahre später verzichtete er auf die Wiederwahl als Nationalrat. Von 1865 bis zu seinem Tod amtierte er als Gemeindepräsident von Yverdon.